# Marc Saporta
 (novembre 2015).
Si vous disposez d'ouvrages ou d'articles de référence ou si vous connaissez des sites web de qualité traitant du thème abordé ici, merci de compléter l'article en donnant les références utiles à sa vérifiabilité et en les liant à la section « Notes et références ».
Pour les articles homonymes, voir Saporta.
Marc Saporta (né Marcel Saporta le 20 mars 1923 à Constantinople et mort à Paris 16e le 8 juin 2009) est un écrivain français de la seconde moitié du XXe siècle qui fut un journaliste et américanologue réputé, un romancier expérimental et un critique littéraire.

## Biographie

### D'exil en exode
Marc Saporta est né dans une famille aisée de juifs séfarades d'origine espagnole qui, après l'expulsion des juifs d'Espagne en 1492 par Isabelle la catholique, s'était fixée à Salonique, alors sous domination ottomane. Il était le fils aîné de Jaime Saporta, jeune banquier, et de Sarah Nahmias y Nahmias, cousine germaine de la mère de Françoise Giroud,  journaliste et écrivaine française du XXe siècle. Son jeune frère, Raimundo Saporta (1927-1997) allait devenir un dirigeant de la Fédération internationale de football et de la Fédération internationale de basket-ball. 
La famille de Marc Saporta, de culture et de langue française, émigra en France en 1929, à la veille de la Grande Dépression qui la ruina. Marcelo (son prénom d'origine) fut, comme son frère un peu plus tard, scolarisé au lycée Carnot de Paris, dans les mêmes classes que Claude Ollier (romancier et futur Prix Médicis) et Gérard Vincent (historien, écrivain et professeur à Science Po). Ce lycée était également fréquenté, mais dans une classe supérieure car il était leur aîné de deux ans, par Alain Robbe-Grillet, chef de file de l'école dite du regard (ou Nouveau Roman), et ami de Claude Ollier. C'est aussi au lycée Carnot qu'il se lia d'une amitié indéfectible avec Maurice Molho (professeur à la Sorbonne et spécialiste des lettres hispaniques et catalanes) qui avait suivi le même parcours que lui depuis Constantinople et qu'il allait retrouver à Madrid pendant la Seconde Guerre mondiale, puis de nouveau à Paris.
En 1941, lorsque sa famille dut fuir le nazisme et les lois antijuives du gouvernement de Vichy, pour se réfugier en Espagne, Marc Saporta avait déjà accompli deux années d'études supérieures conduites simultanément dans deux disciplines différentes : la pharmacie (selon les vœux de son père) et les lettres (selon son inclination personnelle). Mais, six mois à peine après leur arrivée à Madrid, Jaime Saporta fut renversé par un tramway et mourut à l'âge de 51 ans. Comme son père, Marc a souffert, à partir de sa quarantième année, d'une surdité en partie corrigée par une prothèse auditive.
Marc Saporta, qui se sentait Français de cœur et de culture, se révolta contre le fascisme et le "catholicisme ambiant outrancier"  qui maintenaient l'Espagne sous une chape de plomb. Il y entreprit néanmoins des études de droit qui furent couronnées par un doctorat et  reprit celles de lettres et de philosophie pour lesquelles la Sorbonne lui décerna en 1952 les diplômes de licence et de maîtrise. Parallèlement il chercha à agir contre le régime franquiste, rejoignit notamment les rangs de la FUE (le syndicat clandestin des étudiants antifranquistes) qui, faute de moyens, devait se contenter de distribuer des tracts hostiles à Franco Situations VI. Au retour de son service militaire, qu'il accomplit à Barcelone, avec le grade de sous-lieutenant. C'est ainsi qu'il revint en France en 1948 avec le manuscrit d'un roman intitulé Sous peine de mort.

### Retour dans le pays d'élection
De retour à Paris, Marc Saporta se présenta, en même temps que plusieurs milliers de candidats, à un concours organisé par l'UNESCO pour recruter des traducteurs. Recalé, il parvint toutefois à se faire embaucher à l'UNESCO dans le service du droit d'auteur international dirigé par François Hepp qui fit signer et mettre en œuvre la Convention universelle sur le droit d'auteur de l'UNESCO (1952). Pendant les cinq années de sa collaboration avec l'UNESCO (1948-1953) il publia de nombreux articles qui lui valurent une réputation enviable et même internationale dans le domaine du droit d'auteur et le prix de la Confédération internationale des sociétés d'auteurs et de compositeurs en 1952 pour son Introduction à une théorie du droit d'auteur international et des droits similaires à ceux des auteurs.
Entretemps, Jean-Paul Sartre, qu'il avait rencontré à plusieurs reprises grâce à son secrétaire de l'époque, l'écrivain Jean Cau, préfaça et fit publier dans sa collection Les Temps modernes chez le tout jeune éditeur, René Julliard (1952), son brûlot antifranquiste (Sous peine de mort) sous le titre La Fin de l'espoir, titre que Saporta avait finalement choisi en écho au livre d'André Malraux L'Espoir paru en 1937 sur la guerre civile espagnole, et publié sous le pseudonyme révélateur de Juan Hermanos pour garantir la sécurité de ses anciens camarades et des membres de sa famille restés en Espagne, d'autant plus que Jean-Paul Sartre, sans le consulter, avait présenté ce roman comme un témoignage. Marc Saporta ne retourna en Espagne qu'au début des années 1970 et n'autorisa la divulgation du véritable nom de Juan Hermanos qu'après sa mort (cf. Hommage à Juan Hermanos, article paru en décembre 2009 dans la revue Anartiste 14 non signé par suite d'une erreur d'impression, mais qui fut écrit par Pietro Ferrua, voir ci-dessous). Pour la vraisemblance, le livre était aussi présenté comme "traduit de l'espagnol".
Sa mission à l'UNESCO ayant pris fin, Françoise Giroud le recommanda à Pierre Ferenczi, journaliste aux Échos, qui cherchait un adjoint pour animer le magazine Informations et Documents consacré aux études américaines, dont il devint rédacteur en chef après la mort de son confrère, avant de diriger l'ensemble des publications des services américains d'information et de relations culturelle en France (1954-1984). Les ouvrages et articles qu'il consacra pendant cette période à la civilisation et à la littérature américaines lui conférèrent une solide réputation d'américaniste. Il collabora régulièrement à L'Express (1954-1971) et à divers magazines ou quotidiens, dont la grande revue sud-américaine Cuadernos Americanos.

### À la pointe de l'avant-garde
Le 14 mars 1958, celui qui - dès l'âge de 13 ans voulait devenir un écrivain français - obtint enfin la nationalité française, quelques mois avant la parution du premier de ses cinq romans d'avant-garde "considérés par Robbe-Grillet comme trop hétérodoxes par rapport à son école (école objectale, ou école du regard)" (cf. article autobiographique signé par Marc Saporta dans "Berenice", revue italienne de Letteratura Francese Contemporanea, no 15, novembre 1985).
Le Furet (1959) Il s'agit d'une histoire d'amour qui se termine mal. Mais l'intrigue n'est jamais racontée. Le lecteur est entraîné par une sorte de caméra invisible dans le monde des objets inanimés, où le héros-amoureux du roman, comme dans le jeu du furet, passe, est passé et repassera. Mais le lecteur pourrait aussi bien être ce furet. Cette notion de jeu, celle de roman dont le lecteur est coauteur, sont centrales dans  toute l'œuvre romanesque de Marc Saporta.
Avec La Distribution (1961), Marc Saporta poursuit son expérience formelle. Ce roman écrit au futur laisse au lecteur le soin d'imaginer l'action d'une pièce de théâtre qui n'est pas encore écrite. C'est un autre versant de l'amour, encore plus dramatique et cruel que dans Le furet qui en est le thème, et les personnages font penser "aux pièces d'un jeu d'échecs disposées en vue d'une partie imminente, d'où leur futurité."
Dans La Quête (1961), sans doute le plus métaphysique de ses livres, un soldat abat une étudiante au cours d'une manifestation. Pendant tout le livre, il cherchera sa victime et cette quête l'humanisera de plus en plus. À l'inverse, le frère de la jeune fille parti à la recherche du soldat sera peu à peu envahi par un désir de vengeance qui lui fera perdre son humanité. Les deux hommes, dont les chemins se croiseront plusieurs fois, ne se rencontreront jamais.
Composition no 1 (1962 - traduit dans de nombreuses langues, y compris aux États-Unis en Chine) est LE roman "permutationnel" par excellence puisqu'il se présente sous forme de pages volantes non foliotées que le lecteur est invité à battre comme un jeu de cartes. Les multiples combinaisons possibles changent la chronologie des événements ou situations et par conséquent l'intrigue. Il y aurait donc autant de versions différentes que de lectures.
Son chant du cygne : Les Invités, (1964) est, au contraire, une sorte de patchwork composé à partir d'éléments et d'histoires variées, recourant à des genres littéraires variés, au point que l'on serait en droit de se demander si Marc Saporta n'y a pas tout bonnement rassemblé en se servant de toutes les expériences faites avant lui, ses propres recherches formelles, ses préoccupations métaphysiques sur la vie-l'amour-la-mort, le jeu-le hasard-la prédestination-le libre arbitre, etc.

### Américaniste en pleine Guerre froide
C'est Marc Saporta qui assuma avec Georges Soria (pour l'URSS) la direction de la partie américaine de l'encyclopédie comparée U.S.A.-U.R.S.S. : Le grand défi (2 tomes, 1967 et 1968) qui, dans l'esprit du grand éditeur Robert Laffont, devait compléter l'histoire parallèle des deux superpuissances écrite par André Maurois et Louis Aragon et publiée par les Éditions de Port-Royal.
Parallèlement à ses critiques littéraires dans l'Express et divers articles sur l'Amérique dans de nombreux journaux, Marc Saporta a publié une Histoire du roman américain - des insurgents aux Hippies (Paris, Seghers, 1970, puis Paris, Gallimard, collection "Idées", 1976), participé à de nombreuses émissions radiophoniques et télévisuelles, prononcé nombre de conférences aussi bien en France que dans les pays francophones d'Afrique sur des sujets littéraires ou d'actualité politique.
À partir de 1973 et jusqu'à la fin des années 1980, le département des études anglo-américaines de la Sorbonne-Paris l'invita à donner plusieurs séries de conférences et publier de nombreuses communications dans la revue Americana, sur des écrivains américains. En 1986 l'Université du Nouveau Mexique le chargea d'animer pendant un semestre d'été un séminaire consacré à Marguerite Duras. Simultanément, il a dirigé dans la revue L'Arc les numéros consacrés à William Faulkner (1983), Henry James (1983), Isaac Bashevis Singer (1984), Nathalie Sarraute (1984), Henry Miller (1985), Marguerite Duras (1985). Sa "psychobiographie" de William Faulkner publiée en 1988 par les éditions Seghers, sous le titre Les Erres du faucon a fait date.
Traducteur, entre autres, d'œuvres de Hemingway, Jack Kerouac, Henry Kissinger et Martin Luther King, il n'a mis un terme à cette activité qu'en 2004, après avoir apporté sa contribution à plusieurs tomes de la vaste Histoire de l'humanité publiée sous l'égide de l'UNESCO.
Marc Saporta s'est éteint le 8 juin 2009. De son union à Denise Kléman en 1949 sont nées Karine (chorégraphe réputée) et Rose-Noëlle (musicienne). Sa troisième fille, Isabelle, issue de son second mariage avec Michèle Truchan - avec qui il a cosigné presque toutes ses traductions à partir de 1990 - est juriste spécialisée dans le droit de la santé.

## Œuvres
- La Fin de l'espoir, sous le pseudonyme de Juan Hermanos, préface de Jean-Paul Sartre, Paris, Julliard, 1950, coll. "Les Temps Modernes".
- Le Tour des États-Unis en 80 jours, essai, sous le pseudonyme de Marc Laporte, Paris, Editions Inter-nationales, 1958.
- Le Furet, roman, Paris, Le Seuil, 1959.
- La Distribution, roman, Paris, Gallimard, 1961.
- La Quête, roman, Paris, Le Seuil, 1961.
- Composition n°1, roman, Paris, Le Seuil, 1962.
- Les Invités, roman, Paris, Le Seuil, 1964.
- Histoire du roman américain, des Insurgents aux Hippies, essai, Paris, Seghers, 1970; Paris, Gallimard, coll. "Idées", 1976.
- Les Erres du faucon, psychographie de William Faulkner, essai, Paris, Seghers, 1989.
- Le Roman américain, essai, Milan, 1996.